# 帕拉馬塔鰻魚
巴拉马打鳗鱼队（英語：Parramatta Eels）是澳大利亚职业橄榄球联盟俱乐部之一，位于悉尼郊区巴拉马打。巴拉马打区橄榄球联盟俱乐部成立于1947年，直到本赛季，他们的主场都在巴拉马打体育场（之前称为坎伯兰椭圆形球场（Cumberland Oval））。由于皮尔特克体育场被拆除，巴拉马打将在澳大利亚体育场举办主场比赛，直至西悉尼体育场落成。
俱乐部花了三十年的时间才首次进入超级联赛总决赛，分别在1976年和1977年，而这两次都输了。然而，这一时期预示着他们在20世纪80年代初期的最成功的时期，当时他们赢得了四次总决赛，并在六个赛季中获得了五次超级联赛总决赛的胜利。这是俱乐部的黄金时代，俱乐部还取得了他们唯一的超级联赛冠军头衔。该俱乐部参加全国橄榄球联赛，这是澳大利亚首屈一指的橄榄球联赛。 

## 历史
随着1879年巴拉马打市区橄榄球俱乐部的形成，巴拉马打橄榄球联合会和橄榄球联盟的比赛是在19世纪开始的。随着1900年悉尼区比赛的到来，巴拉马打俱乐部与西部郊区俱乐部合并，并在坎伯兰椭圆形球场参加比赛。在地方层面，橄榄球联盟于1910年开始举办地区比赛。 此时巴拉马打区的其他俱乐部也出现了; 在随后的几十年里，巴拉马打地区的其他橄榄球俱乐部也纷纷崛起。
巴拉马打地区高度期望参加新南威尔士州橄榄球联赛（NSWRL）的呼声始于20世纪30年代中期，因此当地橄榄球联盟的声望人士如杰克·厄吉特（Jack Argent）&杰克· 萨科林（Jack Scullin）等人于1936年正式提案。所有俱乐部都拒绝了这项提议，唯有西部郊区俱乐部支持巴拉马打，尽管他们会因为巴拉马打入赛而蒙受最多损失（由于巴拉马打崛起，他们的区域规模会缩小），但仍投票支持新俱乐部入赛。由于第二次世界大战发生使得巴拉马打地区俱乐部的建立搁置，直到1946年才重新提案并成功加入联赛。

## 球队识别

### 名称和标志
像20世纪80年代以前成立的大多数新南威尔士州橄榄球联盟俱乐部一样，巴拉马打俱乐部成立时没有官方昵称或吉祥物。巴拉马打唯一被人所知的昵称便是“水果採集者”（Fruitpickers），这个昵称指的是20世纪上半叶遍布整个区和周边郊区果园的工作者。随着比赛和俱乐部本身在20世纪70年代更加专注于营销，巴拉马打提出了官方俱乐部吉祥物。
在20世纪60年代中期，悉尼橄榄球联盟记者彼得弗里林诺斯（Peter Frilingos）建议俱乐部可以称做“鳗鱼”队。此昵称是由于巴拉马打一名来自巴拉马打地区土著方言的“Barramattagal”这词，并使之英语化后而成，词意是“鳗鱼居住的地方”。自此之后，俱乐部通常被称为“鳗鱼”，并在20世纪70年代后期成为官方昵称。
结果，俱乐部的徽章设计在1980年更改为鳗鱼。尽管在球衣设计上有一些变化，但这个徽章一直存在，直到2000年引入了新的鳗鱼标志。而2004年，徽章中的俱乐部吉祥物回复到与原先相似的鳗鱼图像。
2009年，巴拉马打鳗鱼队宣布他们将在2011赛季恢复其原有的20世纪80年代俱乐部徽章，并增加了“1947”的数字，这是鳗鱼队成立的年份。

### 球队识别色
1936年巴拉马打区俱乐部首次提出颜色提议，俱乐部向新南威尔士橄榄球联盟提出的颜色是翠绿色和白色，因为这些是西区总统杯球队和西部郊区橄榄球联盟所穿的颜色。然而，当帕拉马塔俱乐部于1946年再次向新南威尔士橄榄球联盟提出申请时，俱乐部建议新区的颜色为蓝色和金色。据说这些颜色是根据亚瑟·菲利普高中（Arthur Phillip High School）使用的海军蓝，天蓝色和金色选择的。 1936年巴拉马打地区橄榄球联盟俱乐部也采用了这些颜色，并建议巴拉马打市议会在其制服徽章中使用蓝色和金橙色。虽然这种配色方案在整个俱乐部的历史中保持一致，但蓝色和金色的色调已经改变了好几次。
1947年使用的原始巴拉马打球衣采用蓝色设计，球衣中间有一条黄色线段，延伸到袖子。1949年，这种原始设计改为基于蓝色和金色线段的设计，一直到20世纪70年代，球衣再改为采用蓝色或金色为主要底色，并伴随条纹的设计。这些年来，球衣的设计逐渐从基于蓝和金色条纹，改为主要以蓝或金色球衣底色加上不同饰边的设计。

## 外部連結
- 官方網站 （页面存档备份，存于）
- 國家橄欖球聯賽網站 （页面存档备份，存于）
- New South Wales Rugby League website （页面存档备份，存于）